# Stranda (Nordland)
Stranda est une localité du comté de Nordland, en Norvège.

## Géographie
Administrativement, Stranda fait partie de la kommune de Sortland.